# 영주 내림리 모은정
영주 내림리 모은정(榮州 內林里 慕恩亭)은 대한민국 경상북도 영주시 이산면 내림리에 있는 건축물이다. 2010년 3월 11일 경상북도의 문화재자료 제565호로 지정되었다.

## 개요
모은정의 연혁은 모은정기에 따르면 다음과 같다. 영일정씨 포은공파 28대 태용(1827~1895)이 만년에 서암을 건립하여 강학, 자수하였는데 그 후 암자가 무너지자 현손들이 서암 구지에 정자를 세워 모은정이라 편액한 것이다.
정자는 정면 3칸 측면 2칸 규모의 팔작기와집이다. 정자의 주위에는 기와를 얹은 토석담장을 둘렀는데, 전면에 있던 사주문을 현재 허물어진 상태이다. 평면은 대청을 중심으로 좌우에 온돌방 1칸씩을 연접시킨 후 전면에는 반 칸 규모의 퇴칸을 둔 중당협실형(中堂挾室形)인데, 대청의 전면에는 4분합 들어열개문을 설치하여 마루방을 이루게 하였으며 퇴칸의 주위에는 평난간을 설치하였다. 가구는 종량위에 제형판대공(梯形板臺工)을 세워 마룻대와 장혀를 받게 한 오량가의 이익공집이며 처마는 겹처마이다.
1900년대 초기에 중건한 건물로, 건축적인 측면에서 볼 때는 별다른 특징을 찾아볼 수 없는 평범한 형태의 정자이다. 그러나 영주댐(송리원댐) 건설로 사라져 가는 문화유산을 보존하고, 실향민의 정서 등을 감안할 때 보존하는 것이 타당하므로 문화재자료로 지정한다.

## 참고 자료
- 영주 내림리 모은정 - 국가유산청 국가유산포털